# Scream Above the Sounds
Scream Above the Sounds è il decimo album in studio del gruppo rock gallese Stereophonics, pubblicato il 27 ottobre 2017.
Prodotto da Kelly Jones e Jim Lowe, il 3 novembre 2017 ha raggiunto il secondo posto della classifica britannica degli album.

## Tracce
Testi e musiche di Kelly Jones.
1. Caught by the Wind – 3:37
2. Taken a Tumble – 3:36
3. What's All the Fuss About? – 5:44
4. Geronimo – 4:15
5. All in One Night – 5:17
6. Chances Are – 4:45
7. Before Anyone Knew Our Name – 4:43
8. Would You Believe? – 4:07
9. Cryin' in Your Beer – 3:48
10. Boy on a Bike – 2:17
11. Elevators – 4:20

Tracce bonus - Edizione Deluxe
1. Never Going Down (Live at RAK Studios) – 4:05
2. Drive a Thousand Miles (Graffiti sessions) – 4:31
3. Breaking Dawn – 3:29
4. All in One Night (Unplugged) – 5:29
5. Caught by the Wind (Unplugged) – 3:41

## Singoli
Dall'album sono stati estratti tre singoli: All in One Night il 27 luglio 2017 (data in cui furono resi noti anche il titolo e la lista dei brani dell'album), Caught by the Wind il 4 settembre 2017 e Before Anyone Knew Our Name il 20 ottobre 2017.